# Phillip Cocu
Pour les articles homonymes, voir Cocu.
 (juin 2010).
Si vous disposez d'ouvrages ou d'articles de référence ou si vous connaissez des sites web de qualité traitant du thème abordé ici, merci de compléter l'article en donnant les références utiles à sa vérifiabilité et en les liant à la section « Notes et références ».
Phillip Cocu, né le 29 octobre 1970 à Eindhoven, est un footballeur international néerlandais reconverti entraîneur.

## Biographie

### Carrière de joueur
En 1995, il rejoint le PSV Eindhoven de Dick Advocaat au sein duquel évolue des joueurs tels que Jaap Stam, Wim Jonk ou Boudewijn Zenden et gagne le championnat des Pays-Bas (Eredivisie) en 1997. Il acquiert à cette époque une certaine renommée en Europe et fait partie du « contingent » néerlandais recruté par le FC Barcelone en 1998.
Barcelone puise à l'époque son effectif dans le championnat néerlandais et engage des joueurs tels que Patrick Kluivert, Marc Overmars, Winston Bogarde ou les frères Ronald et Frank de Boer. Même l'entraîneur est néerlandais, puisqu'il s'agit de Louis van Gaal, ancien entraîneur de l'Ajax Amsterdam. Phillip Cocu est néanmoins l'un de ces joueurs oranje qui reste le plus longtemps au Barça,, devenant l'un des joueurs les plus appréciés du public barcelonais. Il retourne par la suite au PSV Eindhoven dont il est alors le capitaine. Il a cependant évolué défenseur central, milieu défensif, milieu offensif axial, et un meneur de jeu.
Avec la sélection nationale des Pays-Bas, il connaît sa première sélection le 24 avril 1996 face à l'Allemagne (défaite 0-1, à Rotterdam). Il dispute cinq compétitions majeures : les Championnats d'Europe 1996, 2000 et 2004 et les Coupes du monde 1998 et 2006. Il est même capitaine de la sélection lors de l'Euro 2004,.

### Carrière d'entraîneur
Il fait par la suite partie du staff de la sélection oranje en devenant adjoint en 2008.
En mars 2012, il commence sa carrière d'entraîneur en étant nommé à la tête du PSV Eindhoven, club dont il a porté le maillot pendant cinq ans et qui l'a fait connaître, en remplacement de Fred Rutten. À son arrivée, l'équipe est 4e du championnat à 4 points du leader. Un mois plus tard, il remporte son premier trophée, la Coupe des Pays-Bas, en battant en finale le club d'Heracles Almelo 3-0. Cependant, Cocu est remplacé par Dick Advocaat à la fin de cette saison. Il reste tout de même adjoint de l'entraîneur néerlandais durant cette saison 2012-2013. Mais à la fin de cette saison, comme  Dick Advocaat n'est pas maintenu, il récupère le poste d'entraîneur principal du PSV Eindhoven pour la saison 2013-2014 et signe même un contrat de quatre ans qui le lie jusqu'en 2017 avec le club néerlandais.
Il est nommé entraîneur du Fenerbahçe SK pour la saison 2018-2019 après le renvoi d'Aykut Kocaman. Le 28 octobre 2018, il est démis de ses fonctions à la suite des mauvais résultats de son équipe (alors quinzième du championnat).

## Palmarès

### Titres remportés en club

#### Joueur
| PSV Eindhoven - Eredivisie : - Vainqueur (4) : 1996-1997, 2004-2005, 2005-2006, 2006-2007 - KNVB-Beker : - Vainqueur (2) : 1995-1996, 2004-2005 - Johan Cruijff Schaal : - Vainqueur (2) : 1996, 1997 |  | FC Barcelone - Primera División : - Vainqueur (1) : 1998-1999 |

#### Entraîneur
| PSV Eindhoven - Eredivisie : - Vainqueur (3) : 2014-2015, 2015-2016 et 2017-2018 - KNVB-Beker : - Vainqueur (1) : 2011-2012 |

## Statistiques
| Saison    | Club                | Pays                | Championnat | Championnat | Coupes d’Europe | Coupes d’Europe | Coupes d’Europe |
| Saison    | Club                | Pays                | Matchs      | Buts        | Type            | Matchs          | Buts            |
| --------- | ------------------- | ------------------- | ----------- | ----------- | --------------- | --------------- | --------------- |
| 1988-89   | AZ Alkmaar          | Pays-Bas            | 15          | 4           | -               | -               | -               |
| 1989-90   | AZ Alkmaar          | Pays-Bas            | 35          | 4           | -               | -               | -               |
| 1990-91   | Vitesse Arnhem      | Pays-Bas            | 8           | 0           | -               | -               | -               |
| 1991-92   | Vitesse Arnhem      | Pays-Bas            | 33          | 3           | -               | -               | -               |
| 1992-93   | Vitesse Arnhem      | Pays-Bas            | 34          | 6           | -               | -               | -               |
| 1993-94   | Vitesse Arnhem      | Pays-Bas            | 33          | 11          | -               | -               | -               |
| 1994-95   | Vitesse Arnhem      | Pays-Bas            | 29          | 5           | -               | -               | -               |
| 1995-1996 | PSV Eindhoven       | Pays-Bas            | 31          | 12          | C3              | 8               | 2               |
| 1996-1997 | PSV Eindhoven       | Pays-Bas            | 34          | 8           | C2              | 4               | 1               |
| 1997-1998 | PSV Eindhoven       | Pays-Bas            | 32          | 11          | C1              | 6               | 1               |
| 1998-1999 | FC Barcelone        | Espagne             | 36          | 12          | C1              | 5               | 0               |
| 1999-2000 | FC Barcelone        | Espagne             | 35          | 6           | C1              | 14              | 2               |
| 2000-2001 | FC Barcelone        | Espagne             | 34          | 3           | C1              | 5               | 1               |
| 2001-2002 | FC Barcelone        | Espagne             | 34          | 2           | C1              | 14              | 0               |
| 2002-2003 | FC Barcelone        | Espagne             | 29          | 3           | C1              | 10              | 2               |
| 2003-2004 | FC Barcelone        | Espagne             | 35          | 5           | C3              | 7               | 1               |
| 2004-2005 | PSV Eindhoven       | Pays-Bas            | 29          | 6           | C1              | 12              | 3               |
| 2005-2006 | PSV Eindhoven       | Pays-Bas            | 33          | 10          | C1              | 10              | 1               |
| 2006-2007 | PSV Eindhoven       | Pays-Bas            | 32          | 7           | C1              | 7               | 0               |
| 2007-2008 | Al Jazira Abu Dhabi | Émirats arabes unis | 17          | 4           | -               | -               | -               |

### Buts en sélection
| Buts en sélection de Philip Cocu | Buts en sélection de Philip Cocu | Buts en sélection de Philip Cocu       | Buts en sélection de Philip Cocu | Buts en sélection de Philip Cocu | Buts en sélection de Philip Cocu | Buts en sélection de Philip Cocu        |
| #                                | Date                             | Lieu                                   | Adversaire                       | Score                            | Résultats                        | Compétitions                            |
| -------------------------------- | -------------------------------- | -------------------------------------- | -------------------------------- | -------------------------------- | -------------------------------- | --------------------------------------- |
| 1                                | 4 juin 1996                      | De Kuip, Rotterdam                     | République d'Irlande             | 3-1                              | 3-1                              | Match amical                            |
| 2                                | 9 octobre 1996                   | Philips Stadion, Eindhoven             | Pays de Galles                   | 5-1                              | 7-1                              | Éliminatoires de la Coupe du monde 1998 |
| 3                                | 20 juin 1998                     | Stade Vélodrome, Marseille             | Corée du Sud                     | 1-0                              | 5-0                              | Coupe du monde 1998                     |
| 4                                | 25 juin 1998                     | Stade Geoffroy-Guichard, Saint-Étienne | Mexique                          | 1-0                              | 2-2                              | Coupe du monde 1998                     |
| 5                                | 5 septembre 2001                 | Philips Stadion, Eindhoven             | Estonie                          | 3-0                              | 5-0                              | Éliminatoires de la Coupe du monde 2002 |
| 6                                | 16 octobre 2002                  | Ernst-Happel-Stadion, Vienne           | Autriche                         | 2-0                              | 3-0                              | Éliminatoires Euro 2004                 |
| 7                                | 6 septembre 2003                 | De Kuip, Rotterdam                     | Autriche                         | 3-1                              | 3-1                              | Éliminatoires Euro 2004                 |
| 8                                | 17 novembre 2004                 | Mini Estadi, Barcelone                 | Andorre                          | 1-0                              | 3-0                              | Éliminatoires de la Coupe du monde 2006 |
| 9                                | 26 mars 2005                     | Stadionul Giuleşti, Bucarest           | Roumanie                         | 1-0                              | 2-0                              | Éliminatoires de la Coupe du monde 2006 |
| 10                               | 8 juin 2005                      | Stade olympique d'Helsinki, Helsinki   | Finlande                         | 3-0                              | 4-0                              | Éliminatoires de la Coupe du monde 2006 |